# Albéron de Chiny
Albéron de Chiny (parfois nommé Adalbéron III de Chiny) fut évêque de Verdun de 1131 à 1156. Il était fils d'Arnoul Ier de Chiny, comte de Chiny. Retiré à l'abbaye Saint-Paul de Verdun, il mourut le 2 novembre 1158.